# 热合木江·沙比尔阿吉

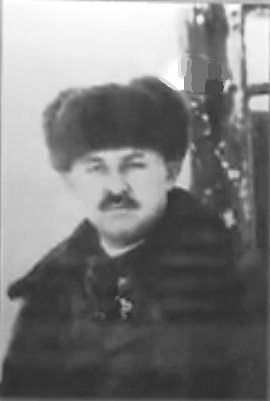
热合木江·沙比尔阿吉

热合木江·沙比尔阿吉（维吾尔语：‎，1906年—1973年）维吾尔族，新疆人，三区革命初期领导人之一。

## 生平

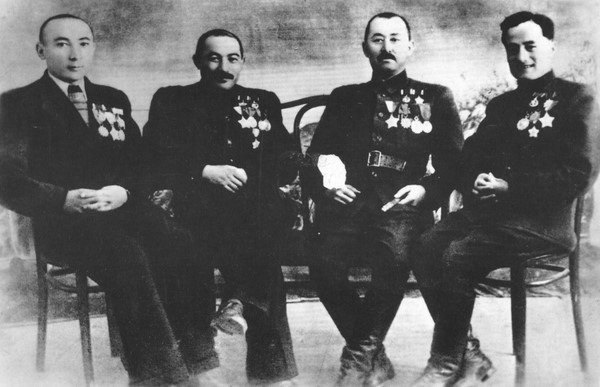
从左依次为：赛福鼎、三区主席阿合买提江、三区谈判代表团团长赖希姆江（即热合木江·沙比尔阿吉的另一译名）、三区内务厅长阿巴索夫）

热合木江·沙比尔阿吉是新疆三区革命时期知名的军事、内务、司法官员。1944年4月9日，在伊宁成立了反对中国国民党统治的秘密组织“伊宁解放组织”，热合木江·沙比尔阿吉是主要负责人。他曾参加伊宁事变的策划及领导工作。三区革命的东突厥斯坦共和国临时政府成立后，曾任临时政府委员兼军事厅副厅长、内务厅厅长，签发过三区革命政府颁布的军事及刑事方面的法律和决定，例如《刑法》、《刑事诉讼程序法》。
1945年10月，在苏联斡旋下，三区政府代表热合木江、阿不都哈依尔、阿合买提江抵达迪化，同国民政府代表张治中举行和平谈判。1946年1月和6月，分两次签订了《十一项和平条款》及2个附件。1946年7月1日新疆省政府改组为新疆省联合政府。
1973年，热合木江·沙比尔阿吉逝世。